# مسجد النور (ماليه)
مسجد النور هو مسجد يقع في مدينة ماليه عاصمة جزر المالديف، وهو من مساجد المالديف الجميلة والمبنية بعناية، حيث تلاحظ الدقة في الأعمال الأرضية والأعمال الخرسانية والبناء والتجصيص والسقوف والأعمال المعدنية والخشبية والأبواب والنوافذ وكذلك البلاط والرسم والتشطيب والصرف الصحي والأعمال الكهربائية، وقد تم تركيب نظام الصوت والمآذن والقباب وتصنيع وتركيب ألواح خشب الصاج المزين بالكتابات العربية وتوجد فيه مساحة كبيرة للوضوء.